# Grand Rapids (Michigan)
Grand Rapids è un comune (city) degli Stati Uniti d'America e capoluogo della contea di Kent nello Stato del Michigan. La popolazione era di 188 040 abitanti al censimento del 2010, il che la rende la seconda città più popolosa dello stato. È la più grande città del Michigan occidentale. Situata sul fiume Grand, si trova a circa 48 km a est del lago Michigan. Gli abitanti di Grand Rapids vengono chiamati Grand Rapidian.
Centro storico della produzione di mobili, Grand Rapids possiede cinque delle più importanti aziende di mobili per ufficio, ed è soprannominata Furniture City. Il soprannome attuale, River City, si riferisce al fiume dal quale la città prende il nome. Le città e le comunità circostanti sono economicamente diverse, basate, tra l'altro, nell'assistenza sanitaria, nell'informatica, nell'industria automobilistica, nell'aviazione, e nella produzione di beni da consumo, tra gli altri.

## Geografia fisica
Secondo lo United States Census Bureau, ha un'area totale di 117,25 km².

## Storia
Nel 1826, data ufficiale della fondazione della città, Louis Campau costruì una cabina, un trading post, e una bottega sulla riva orientale del fiume Grand, vicino alle rapide (che danno il nome alla città), affermando che i nativi americani dell'area erano "amichevoli e pacifici". La città di Grand Rapids fu incorporata il 2 aprile 1850.

## Società

### Evoluzione demografica
Secondo il censimento del 2010, la popolazione era di 188 040 abitanti.

### Etnie e minoranze straniere
Secondo il censimento del 2010, la composizione etnica della città era formata dal 64,57% di bianchi, il 20,87% di afroamericani, lo 0,74% di nativi americani, l'1,86% di asiatici, lo 0,06% di oceaniani, il 7,74% di altre etnie, e il 4,16% di due o più etnie. Ispanici o latinos di qualunque etnia erano il 15,56% della popolazione.

## Economia
Fino al 1921 fu la sede della casa costruttrice di automobili Austin Automobile Company.

## Amministrazione

### Gemellaggi
- Ōmihachiman
- Bielsko-Biała
- Parral
- Perugia
- Zapopan
- Distretto di Ga
- Tirana